# Francine Laurans
Francine Laurans (n. 1962) este o scriitoare congoleză.
1. ↑   https://aflit.arts.uwa.edu.au/LauransFrancine.html Lipsește sau este vid: |title= (ajutor)